# David Lykken

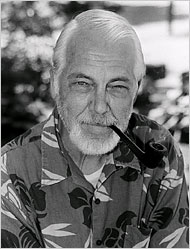
David Lykken

David T. Lykken (ur. 1928, zm. 2006) – amerykański psycholog i genetyk behawioralny, profesor Uniwersytetu Minnesoty. Znany jest przede wszystkim z prowadzonych badań nad genetycznymi i środowiskowymi determinantami inteligencji oraz cech osobowości, wykorzystując do tego metodę porównywania par bliźniąt. Oprócz tego zakres jego zainteresowań badawczych obejmował również zachowania przestępcze oraz badania nad wykorzystaniem wariografu.

## Ważniejsze książki
- The Antisocial Personalities
- Happiness: The Nature and Nurture of Joy and Contentment